# Budaka
Budaka  este un oraș  în  Uganda. Este reședinta  districtului Budaka.